# Nambouria
Nambouria is een geslacht van vliesvleugeligen uit de familie Pteromalidae. De wetenschappelijke naam van dit geslacht is voor het eerst geldig gepubliceerd in 1988 door Boucek.

## Soorten
Het geslacht Nambouria omvat de volgende soorten:
- Nambouria ramulorum Boucek, 1988
- Nambouria xanthops Berry & Withers, 2002